# Eduardo Reyes Ortíz
Eduardo Reyes Ortíz (* 21. Januar 1907; † 31. Januar 1980), oder kurz Eduardo Reyes, war ein bolivianischer Fußballspieler auf der Position eines Stürmers. Er war zuletzt für den Club The Strongest und die Bolivianische Fußballnationalmannschaft aktiv.

## Karriere

### Verein
Seine Vereinskarriere verbrachte Reyes in seiner bolivianischen Heimat. Er stand im Jahr 1930 im Kader des Club The Strongest aus der Hauptstadt La Paz. Hier wurde er 1930, gemeinsam mit Renato Sáinz, Meister in der noch semiprofessionellen und regional ausgetragenen Meisterschaft von La Paz. Einen weiteren Titel konnte Reyes in seiner Zeit bei The Strongest jedoch nicht gewinnen. Weitere Informationen zu seiner Karriere geben die Quellen, wie zu vielen Spielern aus dieser Zeit, jedoch nicht her.

### Nationalmannschaft
Zusammen mit Sáinz wurde Reyes auch von Nationaltrainer Ulises Saucedo als Spieler vom Club The Strongest zur Fußball-Weltmeisterschaft 1930 in Uruguay berufen. Hier kam er jedoch nur im zweiten Spiel gegen Brasilien (0:4) zum Einsatz. Ob er noch weitere Einsätze betritt ist aus den Quellen nicht verifizierbar.